# Yağmurluarmutlu, Kırşehir
Yağmurluarmutlu là một xã thuộc thành phố Kırşehir, tỉnh Kırşehir, Thổ Nhĩ Kỳ. Dân số thời điểm năm 2010 là 45 người.